# أوفيليا باسترانا
أوفيليا باسترانا (من مواليد 4 أكتوبر 1982) هو عالمة فيزياء، ومتحولة جنسيًا كولومبية مكسيكية، كما هي تعد خبيرة اقتصادية، ومتحدثة ويوتيوبية، وتقنية وممثلة كوميدية. وهي تقيم في المكسيك منذ سنوات عديدة.
خرجت باسترانا كمتحولة جنسيًا في عام 2012.

## الأوسمة والجوائز
- في عام 2018 تم إدراجها كواحدة من 100 امرأة (بي بي سي).[5]